# Seznam představitelů Severní Makedonie
Seznam představitelů Severní Makedonie zahrnuje nejvyšší představitele Severní Makedonie (resp. jejích předchůdců) od roku 1943, předsedy vlády od roku 1945, předsedy parlamentu od roku 1974 a předsedy Ústavního soudu od roku 1963. 

## Nejvyšší představitelé
- Předseda Makedonského protifašistického shromáždění národního osvobození (1944 - 1945)
  - Metodija Andonov-Čento (1944 - 1945)
- Předsedové Předsednictva Lidového shromáždění (1945 - 1953)
  - Metodija Andonov-Čento (1945 - 1946)
  - Dimitar Vlahov (1946 - 1947), zastupující
  - Blagoja Fotev (1947 - 1950)
  - Vidoe Smilevski (1951 - 1953), zastupující
- Předsedové Lidového shromáždění (1953 - 1974)
  - Dimče Stojanov (1953)
  - Lazar Koliševski (1953 - 1962)
  - Ljupčo Arsov (1962 - 1963)
  - Vidoe Smilevski (1963 - 1967)
  - Mito Hadživasilev (1967 - 1968)
  - Nikola Minčev (1968 - 1974)
- Předsedové Předsednictva Socialistické republiky Makedonie (1974 – 1990)
  - Vidoe Smilevski (1974 - 1979)
  - Ljupčo Arsov (1979 - 1982)
  - Angel Čemerski (1982 - 1983)
  - Blagoja Talevski (1983 - 1984)
  - Tome Bukleski (1984 - 1985)
  - Vančo Apostolski (1985 - 1986)
  - Dragoljub Stavrev (1986 - 1988)
  - Jezdimir Bogdanski (1988 - 1990)
  - Vladimir Mitkov (1990 - 1991)
  - Kiro Gligorov (1991)
- Prezidenti (od r. 1991)
  - Kiro Gligorov (1991 - 1995)
  - Stojan Andov (1995), zastupující
  - Kiro Gligorov (1995 - 1999)
  - Savo Klimovski (1999), zastupující
  - Boris Trajkovski (1999 - 2004)
  - Ljupčo Jordanovski (2004), zastupující
  - Branko Crvenkovski (2004–2009)
  - Ďorge Ivanov (2009–2019)
  - Stevo Pendarovski (12. května 2019–12. května 2024)
  - Gordana Siljanovska-Davkova (od 12. května 2024)

## Premiéři
- Předseda vlády (1945 - 1953)
  - Lazar Koliševski (1945 - 1953)
- Předsedové výkonného výboru (1953 - 1991)
  - Lazar Koliševski (1953)
  - Ljupčo Arsov (1953 - 1961)
  - Aleksandar Grličkov (1961 - 1965)
  - Nikola Minčev (1965 - 1968)
  - Ksente Bogoev (1968 - 1974)
  - Blagoja Popov (1974 - 1982)
  - Dragoljub Stavrev (1982 - 1986)
  - Gligorije Gogovski (1986 - 1991)
- Předsedové vlády (od 1991)
  - Nikola Kljusev (1991 - 1992)
  - Branko Crvenkovski (1992 - 1998)
  - Ljubčo Georgievski (1998 - 2002)
  - Branko Crvenkovski (2002 - 2004)
  - Radmila Šekerinska (2004), zastupující
  - Hari Kostov (2004)
  - Radmila Šekerinska (2004), zastupující
  - Vlado Bučkovski (2004 - 2006)
  - Nikola Gruevski (2006 - 2016)
  - Emil Dimitriev (2016 - 2017)
  - Zoran Zaev (2017 - 2020)
  - Oliver Spasovski (2020)
  - Zoran Zaev (2020 - 2022)
  - Dimitar Kovačevski (2022 - 2024)
  - Talat Xhaferi (2024)
  - Hristijan Mickoski (od 2024)

## Předsedové parlamentu
- Předsedové (od 1974)
  - Blagoja Talevski (1974 - 1982)
  - Boško Stankovski (1982 - 1984)
  - Kata Lahtova (1984 - 1985)
  - Stanko Mladenovski (1985 - 1986)
  - Vulnet Starova (1986 - 1990)
  - Stojan Andov (1991 - 1996)
  - Tito Petkovski (1996 - 1998)
  - Savo Klimovski (1998 - 2000)
  - Stojan Andov (2000 - 2002)
  - Nikola Popovski (2002 - 2003)
  - Ljupčo Jordanovski (2003 - 2006)
  - Ljubiša Georgievski (2006 - 2008)
  - Trajko Veljanovski (2008 - 2016)
  - Talat Xhaferi (2017 - 2024)
  - Jovan Mitreski (2024)
  - Afrim Gashi (od 2024)

## Předsedové Ústavního soudu
- Ústavní soud (od 1963)
  - Pero Korobar (1963 - 1974)
  - Arsen Grupce (1974 - 1979)
  - Goga Nikolovski (1979 - 1984)
  - Vladimir Mitkov (1984 - 1986)
  - Dimce Kozarov (1986 - 1987)
  - Fidanco Stoev (1987 - 1989)
  - Jordan Arsov (1989 - 1994)
  - Jovan Proevski (1994 - 1997)
  - Milan Nedkov (1997 - 2000)
  - Todor Dzunov (2000 - 2003)
  - Liljana Ingilizova-Ristova (2003 - 2006)
  - Mahmut Jusufi (2006 - 2007)
  - Trendafil Ivanovski (od 2007)